# イェーガー空港
イェーガー空港（イェーガーくうこう、英: Yeager Airport、IATA: CRW）は、アメリカ合衆国ウェストバージニア州中部にある空港。同州の州都チャールストンをカバーしている。空港はチャールストンのダウンタウンから東へ約5kmの丘の上に立地している。ダウンタウンの広がるエルク川・カナワ川岸よりも標高が100m高いため、空港からはダウンタウンを見下ろす格好になっている。空港の敷地は約310haで、2本の滑走路を有する。空港はアメリカ空軍第130空輸航空団のC-130（ハーキュリーズ）輸送機9機を有している。

## 歴史
第二次世界大戦中、連邦政府がワーツ・フィールドに隣接して合成ゴム工場を建てたため、当時チャールストンをカバーしていた同空港への離着陸路が塞がれ、使用できなくなった。しかしワーツ・フィールド自体が商業的に追いつかなくなってきたため、工場建設以前からもともとチャールストンには新空港を建設する計画が持ち上がっていた。
1944年、チャールストン市当局は新空港の建設に着手した。その3年後の1947年に空港はカナワ空港として開港した。現在の名称に改められたのは1985年であった。空港の名は近隣のリンカーン郡出身の准将（当時）で、ベル X-1を操縦し、世界で初めて音速を超えての水平飛行に成功した人物として知られるチャック・イェーガーからつけられた。
この空港の建設は1940年代としては非常に画期的なものであった。もともとの地形は大きな丘3つと小さな丘4つが連なる起伏に富んだもので、それを空港に適した平坦な地形にするために、7つの丘の上部をすべて削り、丘の間の谷にその土を埋めたのであった。動かした土砂は当時、パナマ運河建設に次いで史上2番目の量であった。
2008年2月27日、イェーガー空港の管理委員会は第2滑走路（15/33）を閉鎖し、ウェストバージニア州兵の施設が所有するC-130輸送機4機を格納できるようにハンガー2棟とランプウェイを建設する改築案を可決した。この改築により、チャーター機や自家用機などゼネラル・アビエーション用のハンガースペースが3倍になり、また商業機の格納スペースも最大10機分増加する。

## 就航路線
主要航空会社のハブ空港からの便が発着しているが、いずれも「エクスプレス」や「コネクション」などのついた、提携航空会社による小型機の便のみである。2019年の旅客数は約44万人だった。
| 航空会社                   | 就航地                            |
| -------------------------- | --------------------------------- |
| アメリカン・イーグル       | ワシントン                        |
| デルタ・コネクション       | アトランタ                        |
| ユナイテッド・エクスプレス | シカゴ                            |
| スピリット航空             | オーランド、 (季節)マートルビーチ |